# Base generale Bernardo O'Higgins
La base Generale Bernardo O'Higgins è una stazione di ricerca del Cile posta in Antartide, circa 30 km a sud del punto più settentrionale della penisola Antartica.
Prende il nome da Bernardo O'Higgins, considerato il "padre della patria" del Cile.
Fu inaugurata il 18 febbraio 1948 dal presidente del Cile Gabriel González Videla ed è una delle basi permanenti antartiche di più vecchia istituzione. È una base permanente gestita dall'esercito cileno, con un personale di circa 45 persone in estate e circa 18 in inverno. Può ospitare fino a 60 persone.
Nel 1991 l'agenzia spaziale tedesca DLR vi ha installato la German Antarctic Receiving Station (GARS), usata per raccogliere dati di sensori posizionati in antartide da reinviare ai satelliti, che altrimenti andrebbero persi.

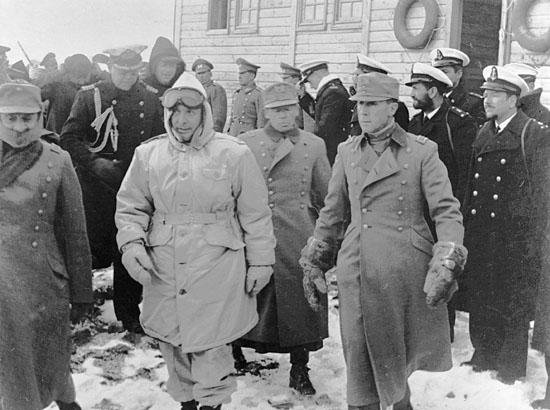
Il presidente cileno Gabriel González Videla mentre inaugura la base nel 1948
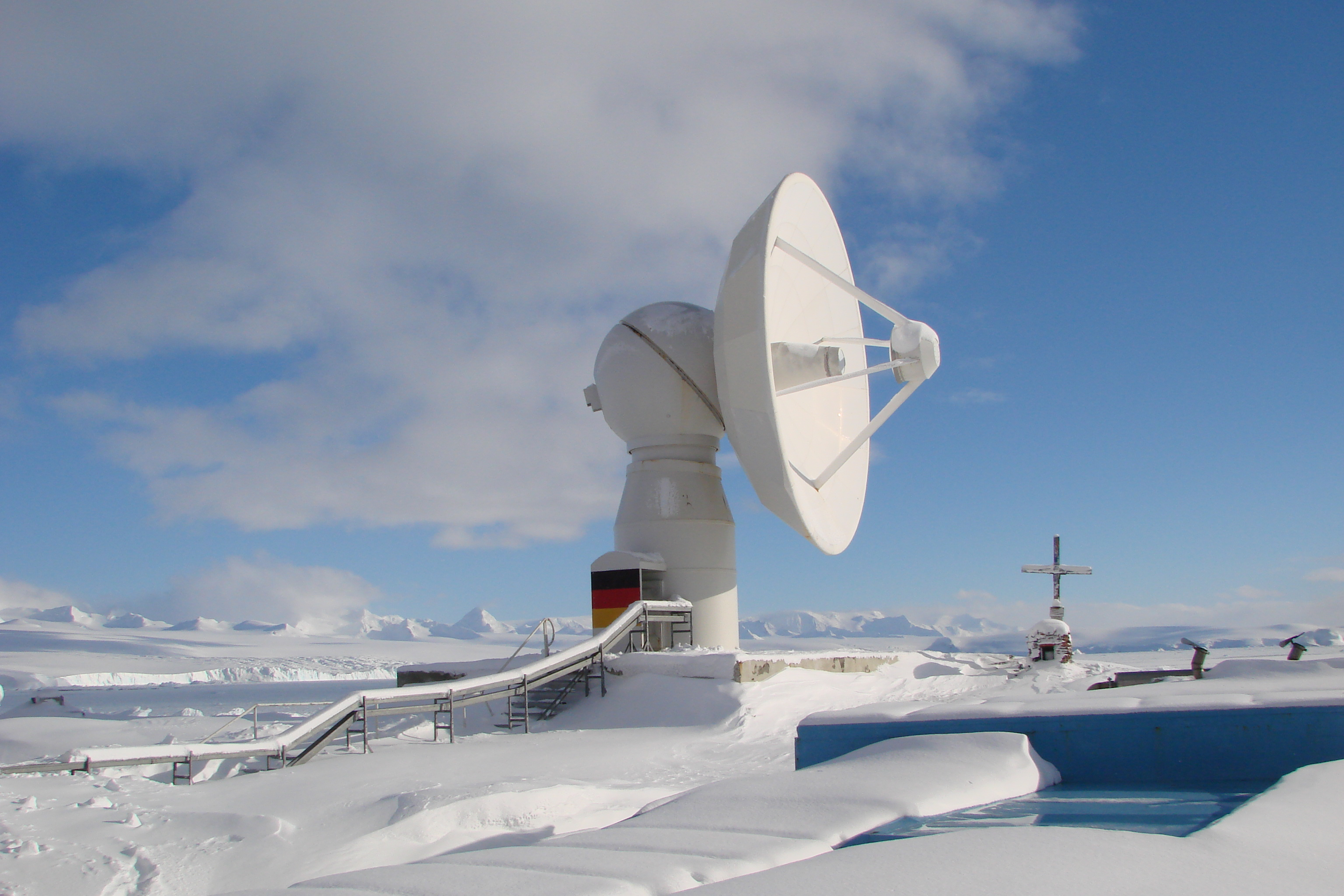
German Antarctic Receiving Station